# Teufelskerle auf heißen Feuerstühlen
Teufelskerle auf heißen Feuerstühlen ist ein US-amerikanischer Dokumentarfilm aus dem Jahr 1971 über den Motorradsport in den USA.

## Handlung
Der Rennfahrer Mert Lawwill will 1970 seinen Meistertitel in der Rennserie der American Motorcyclist Association verteidigen. Dazu muss er 27 Rennen bestreiten, die in den ganzen USA veranstaltet werden. Unter den mehreren hundert Mitgliedern der AMA sind nur 15, die, neben Lawwill, die Möglichkeit auf den Gesamtsieg haben. Zu den Favoriten gehören Jim Rice, Dave Aldana, Dick Mann und Gene Romero.
Der Kalifornier Lawwill ist acht Monate im Jahr unterwegs und absolviert über 1.000 Stunden auf dem Motorrad. Für eine bessere Bodenhaftung ritzt er seine Reifen vor dem Rennen in Columbus in Ohio mit Rasierklingen und beklebt das Visier seines Helms mit durchsichtigen Klebefolien, die er, wenn sie verschmutzt sind, nacheinander abziehen kann. Allerdings verliert er das Rennen nach einem technischen Defekt. Mehrere Defekte haben Lawwills Chancen auf die Titelverteidigung geschmälert. Unter den Rennstrecken, die die Fahrer besuchen, ist auch der Daytona International Speedway. Das letzte und entscheidende Rennen findet in Sacramento statt.
Im Unterschied zum Rennen auf Rennstrecken steht das Motocross. Hier sind auch Rennfahrer, die ursprünglich aus anderen Sparten kommen, zu sehen. Schauspieler Steve McQueen nimmt als Hobbyfahrer an Rennen teil, ebenso wie Malcolm Smith, der einer der besten amerikanischen Crossfahrer wird. In Europa nimmt dieser an der 45. Internationalen Sechstagefahrt im spanischen El Escorial teil. Zurück in den USA nehmen er und McQueen an einem 100-Meilen-Rennen mit über 1.500 Fahrern teil. Smith gewinnt das Rennen, McQueen, der unter dem Namen Harvey Mushman startet, wird Zehnter.
Eisspeedway ist die nächste im Film vorgestellte Rennart für Motorräder. Die Fahrer, vor der Kälte geschützt mit Ledermasken, haben ihre Reifen mit langen Spikes versehen. In Sacramento sind nur Aldana, Romero, Mann und Rice im Rennen. Beim Aufwärmen kommt es zu einem Unfall, bei dem Rice verletzt und in einen Krankenwagen gebracht wird. Doch kurz vor Rennbeginn ist Rice wieder an der Rennbahn und besteigt seine Maschine für das Hauptrennen. Aldana hat Probleme mit seinem Motorrad, Mann verletzt sich und muss aufgeben. Rice wird, behindert durch seine Verletzungen Letzter, Romero ist der Gesamtsieger. Lawwill, der insgesamt nur Sechster wurde, muss seinen Titel an Romero abtreten.
In Salt Lake City nimmt Smith an einem Steilhangrennen teil, bei dem eine Steigung von 45 % bewältigt werden muss. Bislang hat noch kein Fahrer das Ende der Steigung erreicht. Auch Smith schafft es nicht, kann aber auf seiner Maschine zum Start zurückkehren.
Smith und McQueen wollen danach an einem Rennen durch die Mojave-Wüste teilnehmen, das jeden Sonntag veranstaltet wird. Hier treten Profis und Amateure gleichzeitig an und müssen 100 Meilen durch Wüstengelände bewältigen. Am Ende des Films verzichten Lawwill, Smith und McQueen auf die Teilnahme und erfreuen sich lieber an einem Ausflug in die Natur.

## Hintergrund
Die Premiere fand am 28. Juli 1971 in den USA statt. In Deutschland erschien der Film erstmals am 10. Mai 1972.
Die Produktionsgesellschaft Solar Productions, die ein Budget von ca. 310.000 US-Dollar aufbrachte, war im Besitz von Steve McQueen.

## Kritik
Das Lexikon des internationalen Films beschrieb den Film als Dokumentarfilm über die verschiedensten Arten des Motorradsports, der die traditionellen Trugbilder von Freiheit und Männlichkeit zelebriert. Thematisch deshalb zwiespältig, formal aber in einigen Passagen rauschhaft und durchaus faszinierend. Interessant auch als Dokument einer Zeitströmung der jüngeren Generation in den USA Anfang der 70er Jahre.
Vincent Canby von der New York Times hält den Film für alles andere als enttäuschend. Durch Kameras an den Maschinen nehme der Zuschauer teil an den Rennen. Die Kameraarbeit sei fantastisch.
Roger Ebert von der Chicago Sun-Times schrieb, dass Brown, trotz aller Arbeit, die er in den Film steckt, den Film irgendwie ungezwungen, salopp und locker inszeniert habe.

## Auszeichnungen
1972 wurde der Film in der Kategorie Bester Dokumentarfilm für den Oscar nominiert.

## Fortsetzungen
- 1981: On Any Sunday II
- 2000: On Any Sunday: Revisited
- 2001: On Any Sunday: Motocross, Malcolm, & More